# Lee Ho Ching
Pour les articles homonymes, voir Lee.
Dans ce nom hongkongais, le nom de famille, Lee, précède le nom personnel Ho Ching.
Lee Ho Ching est une pongiste hongkongaise née le 24 novembre 1992 à Hong Kong. Elle remporte avec Doo Hoi Kem et Minnie Soo Wai Yam la médaille de bronze de l'épreuve par équipes aux Jeux olympiques d'été de 2020 à Tokyo.